# 比拉 (喬爾特基夫區)
49°02′19″N 25°45′47″E / 49.03861°N 25.76306°E

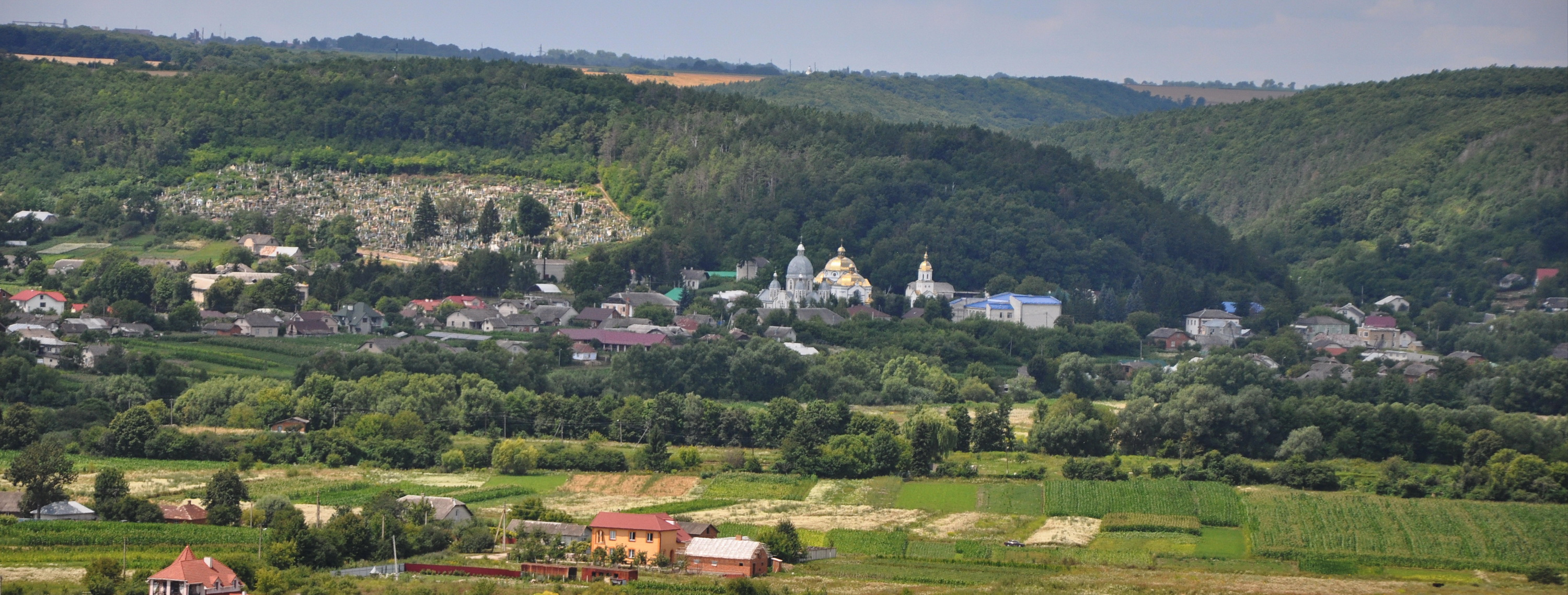
比拉

比拉（烏克蘭語：Біла），是烏克蘭西部捷爾諾波爾州喬爾特基夫區喬爾特基夫市鎮的村庄。位於塞雷特河岸，面積9.1平方公里，2018年人口3,595。